# Requienella
Requienella är ett släkte av lavar. Requienella ingår i familjen Requienellaceae, ordningen Pyrenulales, klassen Eurotiomycetes, divisionen sporsäcksvampar och riket svampar.
|             | Mauritiana                             |
|             |                                        |
|             | Parapyrenis                            |
|             |                                        |
|             | Pyrenographa                           |
|             |                                        |
|             | Lacrymospora                           |
|             |                                        |
|             | Granulopyrenis                         |
|             |                                        |
|             | Acrocordiella                          |
|             |                                        |
|             | Polypyrenula                           |
|             |                                        |
| Requienella | \| \| Requienella seminuda \| \| \| \| |
|             | \| \| Requienella seminuda \| \| \| \| |
|             | Requienella seminuda                   |
|             |                                        |

|  | Requienella seminuda |
|  |                      |